# Bahiga Hafez
Bahiga Hafez (tiếng Ả Rập: بهيجة حافظ, 1901-1983)  là nhà biên kịch, nhà soạn nhạc, đạo diễn, biên tập viên, nhà sản xuất và nữ Diễn viên người Ai Cập.

## Cuộc sống cá nhân
Bahiga Hafez sinh ra và lớn lên ở Alexandria trong một gia đình quý tộc có mối quan hệ với chế độ quân chủ. Hafez bắt đầu học nhạc ở Cairo và sau đó tiếp tục học sáng tác nhạc ở Paris, và học piano tại nhạc viện. Hafez có thể nói tiếng Pháp, tiếng Ả Rập và các ngôn ngữ khác. Hafez là một người thừa kế Pacha.
Sau khi trở về Ai Cập, cô sống ở Cairo, nơi bà tổ chức các salon văn học. Cũng khi trở về Ai Cập, Hafez đã phát hành một album mang tên Bahiga được phát trên đài phát thanh thời đó.
Năm 1930, bà đóng vai chính trong bộ phim Zeinab (1930). Điều này khiến gia đình bà coi thường bà, vì làm việc trong rạp chiếu phim được xem là đáng xấu hổ vào thời điểm đó, đặc biệt là đối với một người có địa vị xã hội của bà.

## Nghề nghiệp
Hafez thường được nhắc đến là một trong những người phụ nữ tiên phong trong điện ảnh Ai Cập.
Bà bắt đầu sự nghiệp điện ảnh của mình với tư cách là một nữ Diễn viên, đóng vai chính trong bộ phim câm Zeinab (1930), do Mohamed Karim đạo diễn, mà bà cũng biên kịch cho nó. Karim đã tìm kiếm một khuôn mặt đặc biệt nữ tính cho vai diễn, và sau khi gặp Hafez tại một bữa tiệc, đã đề nghị bà cho vai diễn này. Bản thân bộ phim đã khá nổi tiếng. Sự tham gia của bà vào dự án này đã khơi dậy niềm yêu thích của bà khi làm việc trong phim.
Hafez thành lập công ty Fanar Films vào năm 1932. Với Fanar Films, Hafez đồng đạo diễn bộ phim al-Dahaya (1932), được gọi là "The Victims" bằng tiếng Anh, trong đó bà cũng đóng vai chính. Bà cũng là nhà thiết kế trang phục, nhà soạn nhạc và biên tập viên cho bộ phim. Bà làm lại bộ phim 3 năm sau với âm thanh.
Bộ phim độc tấu đầu tiên của Hafez là Laila bint al-sahara (Laila the Desert Girl), 1937 (Tên thay thế: Laila bint al-Badawiyya ), nhưng không được phát hành cho đến năm 1944 với một tựa đề mới, Layla al-Badawiyya (Layla Bedouin). Hafez từng làm đạo diễn, nhà sản xuất (với Fanar Films), đồng biên kịch, nhà soạn nhạc và nữ Diễn viên chính. Bộ phim được công chiếu tại Liên hoan phim Venice năm 1938 nhưng bị cấm chiếu ở Ai Cập do những mô tả tiêu cực về người Ba Tư, đặc biệt là hoàng gia Ba Tư; nó sẽ được phát hành cùng năm ở Ai Cập với tư cách là đám cưới của Shah của Ba Tư và Công chúa Fawzia của Ai Cập. Thật không may bộ phim không thành công lắm.
Sau một thời gian không làm việc trong phim, Hafez được đạo diễn Salah Abou Seif yêu cầu đóng vai một trong những Công chúa trong bộ phim el Qâhirah Talâtîn (1966). Điều này đánh dấu sự trở lại điện ảnh của Hafez, nhưng cũng là lần xuất hiện cuối cùng của bà.
Thật không may, phần lớn tác phẩm của bà với vai trò là một nhà làm phim đã bị mất và chỉ còn đề cập đến công việc của bà. Một bản sao của bộ phim al-Dahaya của bà đã được tìm thấy vào năm 1995.

## Đóng phim
| Năm  | Phim                 | Tiêu đề tiếng Anh   | Vai diễn                                                                      | Ghi chú                                   |
| ---- | -------------------- | ------------------- | ----------------------------------------------------------------------------- | ----------------------------------------- |
| 1930 | Zeinab               |                     | Nữ Diễn viên, nhà soạn nhạc                                                   | Vai diễn đầu tiên của Hafez               |
| 1932 | al-Dahaya            | Các nạn nhân        | Nữ Diễn viên, đồng đạo diễn, thiết kế trang phục, biên tập viên, nhà sản xuất | Phim câm - đạo diễn Ibrahim Lama          |
| 1934 | el Ittihâm           | Cáo buộc            | Nữ Diễn viên, nhà sản xuất                                                    | Đạo diễn Mario Volpi                      |
| 1935 | al-Dahaya            | Các nạn nhân        | Nữ Diễn viên, đạo diễn, nhà sản xuất                                          | Làm lại từ bộ phim năm 1932 với âm thanh  |
| 1937 | Laila bint al-sahara | Cô gái sa mạc Laila | Nữ Diễn viên, nhà soạn nhạc, đồng biên kịch, đạo diễn, nhà sản xuất           | Tiêu đề thay thế: Laila bint al-Badawiyya |
| 1944 | Layla al-Badawiyya   | Layla Bedouin       | Nữ Diễn viên, nhà soạn nhạc, đồng biên kịch, đạo diễn, nhà sản xuất           | Phát hành lại bộ phim gốc                 |
| 1947 | Zahra                |                     | Nữ Diễn viên, nhà sản xuất                                                    | Tiêu đề thay thế: Zohra                   |
| 1966 | el Qâhirah Talâtîn   | Cairo 30            | Nữ Diễn viên                                                                  | Đạo diễn Salah Abou Seif                  |